# IC2000
Als IC2000 werden in der Schweiz die doppelstöckigen Schnellzugwagen der SBB, die ab 1997 beschafft wurden, bezeichnet. Diese für 200 Kilometer pro Stunde zugelassenen Personenwagen wurden ursprünglich in fünf Wagentypen (Bt, B, BR, A, AD) angeschafft, die aber unter sich teilweise leicht unterschiedlich sein können. Zudem wurden seit der Ablieferung verschiedene Änderungen vorgenommen, so dass später sieben und heute sechs verschiedene Typen vorhanden sind. Die Wagenübergänge befinden sich im Oberdeck.
Die Wagen durchlaufen zwischen 2019 und 2024 ein über 300 Mio. Franken teures umfangreiches Modernisierungsprogramm „IC2020“.

## Bau und Lieferung

### Herstellung
Die Wagen wurden bei Schindler Waggon AG in Pratteln endmontiert. Die Aluminium-Wagenkästen wurden im ehemaligen Werk der Flug- und Fahrzeugwerke Altenrhein in Altenrhein geschweisst. Die elektrischen Komponenten stammen von ABB Daimler-Benz Transportation AG in Zürich-Oerlikon (damals ADtranz, später Bombardier Transportation) und die Drehgestelle von FIAT-SIG in Neuhausen am Rheinfall (vor 1995 SIG, heute Alstom).

### Design
Die verantwortlichen Designer waren Ueli Thalmann, Projektleiter und Designer bei den SBB, und fürs Interieur Roger Tallon, der Designer des TGV.
In der Landschaft wirkt der Zug wie ein robuster, aber gut gepflegter Nutzwagen. Die Lok 2000 zieht oder schiebt diesen Pendelzug. Dort, wo sie mit dem ersten Waggon verbunden ist, bricht die Silhouette auseinander. Die gewölbte Form der Loknase und die schmale Seite des ersten Waggons sind nicht füreinander geschaffen. Mit der Farbgebung verschlanken die Designer die sperrige Masse dieses Zuges, der bis zu zehn Wagen lang sein kann. Streifen in Anthrazit oben und unten und ein zweiteiliges Mittelband in Grauweiss, rhythmisiert durch korallenrote Vertikalstreifen an den Türen und blaue Akzente, lockern die Seitenflächen auf. Das Ende des Steuerwagens mit der roten Frontpartie, deren Form die Designer von der Lok 2000 übernommen haben, wirkt beruhigend. Der Vorschlag von Ueli Thalmann, den Innenraum im Obergeschoss bis über die Fahrerkabine hinaus zu verlängern, wurde aus Gründen der Sicherheit der Fahrgäste aufgegeben.

### Modernisierung

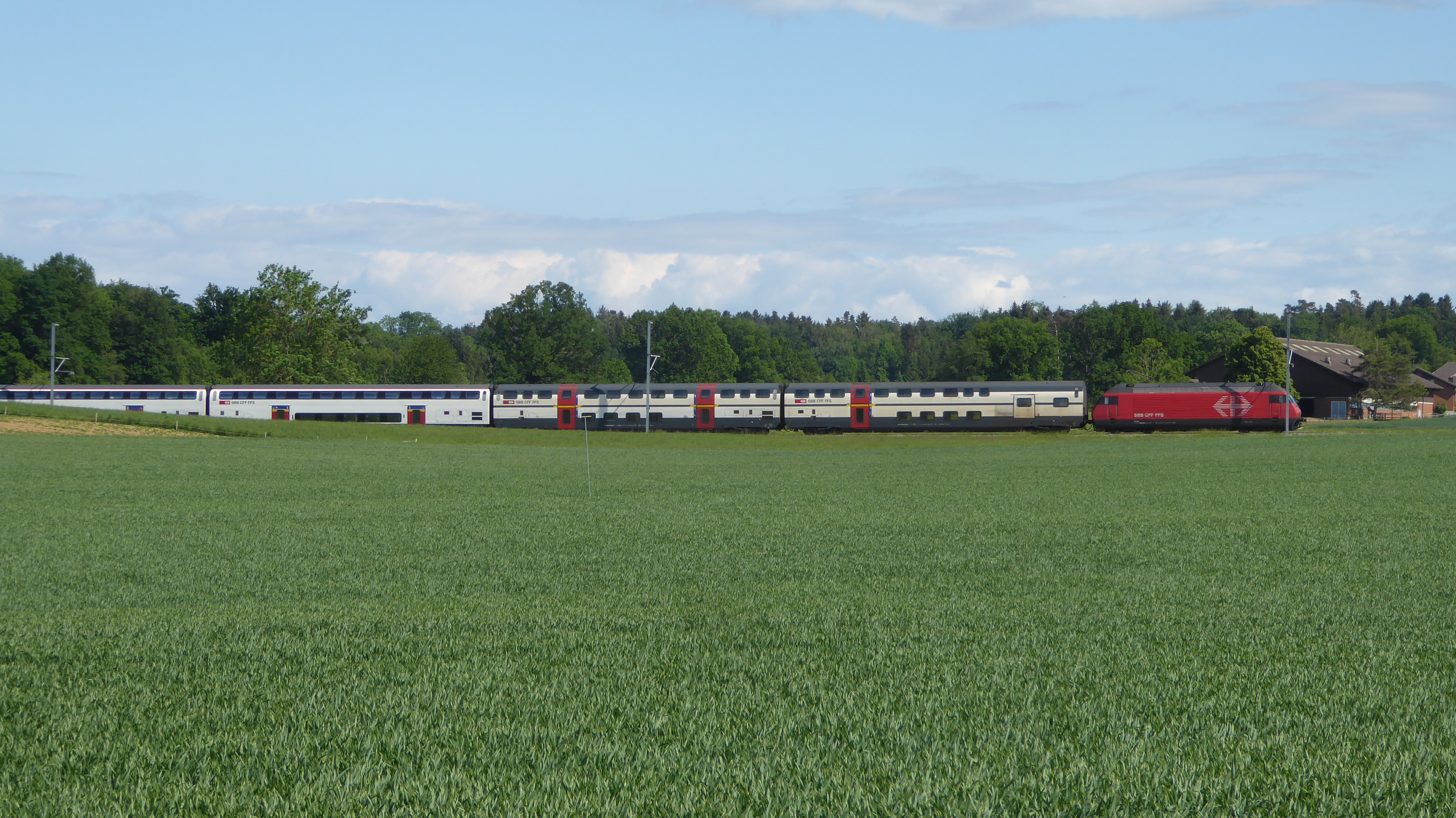
Mit der Modernisierung erhalten die Doppelstöcker einen neuen Anstrich. Intercity Konstanz–Zürich bei Siegershausen mit Wagen vor und nach der Modernisierung.

Im November 2016 haben die SBB den Startschuss für das grösste Modernisierungsprojekt in der Geschichte ihrer Fernverkehrsflotte gegeben. Sämtliche 341 doppelstöckigen Intercity-Fahrzeuge sollen bis 2024 umfassend renoviert werden. Dies beinhaltet neue Sitze, Teppiche, Steckdosen und mobilfunkdurchlässige Fensterscheiben. Der Kostenaufwand dürfte mehrere hundert Millionen Franken betragen. Die Einsatzdauer der renovierten Wagen ist bis in die Jahre 2036–2043 geplant. Zusätzlich soll in den 40 AD-Wagen der ersten Klasse eine „Businesszone“ mit einem langen Konferenztisch statt der üblichen Vierer- und Zweierabteile eingebaut werden. Zuerst wurden als Prototypen je ein A, B, AD, Bt und WRB umgebaut. Nach deren Fertigstellung und dem geplanten Rollout bis Ende März 2019 starteten die Typentests, die mit der Erlangung der Betriebsbewilligung abgeschlossen wurden. Der erste kommerzielle Einsatz von modernisierten IC 2000-Kompositionen erfolgte im zweiten Halbjahr 2019.
Zwischen 2024 und 2030 wird Alstom an seinem zum Service-Standort umgebauten Werk in Villeneuve VD an 250 Wagen (plus 85 Optionen) Korrosionssanierungsarbeiten am IC2020 durchführen. Der Auftragswert beträgt 62,7 Millionen Franken.

## Technisches
Der Wagen ist mit normaler UIC-Schraubkupplung und Puffern ausgerüstet und kann somit mit anderen Wagen gekuppelt werden. Der geschlossene Personenübergang entspricht aber nicht der UIC-Norm, und es ist somit kein Übergang zu anderen Wagentypen möglich. Ebenfalls ist der Wagenquerschnitt grösser als die normale SBB-Fahrzeugbegrenzungslinie, denn die Personenwagen sind nach der Bezugslinie EBV 02 gebaut. Somit sind die Wagen nur auf entsprechend ausgebauten und für dieses Profil zugelassenen Strecken einsetzbar. Das ganze Fahrzeug mit den Personenübergängen ist druckertüchtigt, somit treten keine Druckschläge bei Zugbegegnungen in Tunnels auf. Das ganze Oberdeck ist durchgängig stufenfrei. Hier zirkulierte zeitweise auch eine Railbar (eine spezielle Form der Minibar), welche sich mittels Schlüsselschalter auch im Unterdeck akustisch und optisch ankündigen konnte.

### Fernsteuerung
Der Steuerwagen ist für die Fernsteuerung von Lokomotiven der Baureihen Re 460 und 465 eingerichtet. Dafür müssen die 18-polige UIC-Leitung und auch die 9-polige ep-Leitung verbunden sein. Die Verwendung eines einstöckigen IC-Bt (Steuerwagen für Einheitswagen-IV-Komposition auf Basis der EC-Wagen) als Steuerwagen anstelle eines IC2000-Bt ist möglich.

### Wagenkasten
Die Wagenkästen sind in Aluminiumbauweise ausgeführt. Alle technischen Apparate befinden sich über den Drehgestellen, und beim Bt und AD zusätzlich im Dachbereich. Der Fussboden des Unterdecks ist schwimmend auf speziellen Gummielementen gelagert. Den Boden des Oberdecks bildet eine Aluminiumplatte in Sandwichbauweise, die mit einem textilen Belag beklebt ist und zugleich die Decke des Unterdecks bildet. Als Fenster werden Isolierglasdoppelscheiben in Verbundglasausführung eingesetzt, die Anzahl der Fenster ist vom Wagentyp abhängig. Die Wandverkleidung besteht aus schlag- und kratzfesten Formteilen. In diesen ist bei den Fenstern eine Führungsschiene für den Sonnenblendschutz integriert. Im Unterdeck sind die fensterlosen Toiletten untergebracht. Neben den Eingängen im Untergeschoss befindet sich in Richtung Wagenende der Aufgang zum Obergeschoss. Die meisten Sitze sind in vis-à-vis-Anordnung angebracht, in der 2. Klasse in 2-2-Anordnung und in der 1. Klasse in 2-1-Anordnung. Über den Türen im Obergeschoss sind so genannte Loungesitze angebracht, unter den Bänken, die quer zur Wagenlängsrichtung angeordnet sind, befindet sich ein Teil des Türantriebes.

### Fahrwerk
Es kommen luftgefederte Drehgestelle mit H-Rahmen zum Einsatz. Die Bremsanlage besteht aus je zwei Bremsscheiben auf jeder Achse sowie zwei pneumatisch betätigten Magnetschienenbremsen je Drehgestell. Es ist eine lastabhängige Bremskraftverstärkung eingebaut, die nur bei eingeschalteter Luftfederung funktioniert.

### Elektrische Ausrüstung
Die Energieversorgung findet durch die Zugsammelschiene mit 1000 Volt, 16,7 Hertz statt. Von der Zugsammelschiene werden über einen Trenn- und Erdungskasten der wassergekühlte Bordnetzumrichter (BUR) sowie die beiden Heizregister versorgt. Der Bordnetzumrichter stellt auch die Ladung der vier Batterien mit 36 Volt und einer Kapazität von insgesamt 400 Ah sicher. Ab circa 2008 wurden nach und nach sämtliche Wagen mit 230-V-Steckdosen für portable Geräte der Reisenden versehen, nachdem in einer ersten Phase nur die AD-Wagen ausgerüstet worden waren.
Die gesamte elektrische und pneumatische Versorgung wird durch einen Bordrechner überwacht, welcher über TCN auch von anderen Wagen in der Zugkomposition aufgerufen werden kann.

### Pneumatik und Toiletten
Die pneumatische Ausrüstung umfasst neben der Bremsanlage auch noch die Luftfederung sowie die Türsteuerung und die Luftversorgung der Toiletten. Die druckdichten Toiletten sind als Vakuumtoiletten aufgebaut. Die WC-Tür ist mit einem Magnetschloss ausgerüstet, das sich bei vollem Fäkalientank oder bei einer Störung selbsttätig verriegelt. Die Bt und A haben eine normale Toilette, während der B-Wagen mit deren zwei ausgerüstet ist. Der AD hat eine rollstuhlgängige Toilette.

### Klimaanlage
Die Klimaanlage ist als Einkanalanlage aufgebaut. Die Klimageräte selbst sind als Zweikanalgeräte aufgebaut, damit eine bessere Klimatisierung des Unter- und Oberdecks erreicht werden kann. Die Klimageräte arbeiten mit Mischluft, das heisst, es wird zwecks Energieersparnis vor der eigentlichen Luftkonditionierung Aussen- und Umluftvolumenstromanteil gemischt. Der Sollwert der Raumtemperatur beträgt 22 °C und kann manuell durch das Zugpersonal um ± 2 °C eingestellt werden, bei sehr tiefen oder hohen Aussentemperaturen wird die Raumtemperatur gemäss SBB-Kennlinie angepasst. Einzig die Abluft aus den Toilettenanlagen wird über spezielle Ventilatoren direkt ins Freie geleitet. In den Toilettenanlagen und Einstiegsräumen sind infolge erhöhten Wärmebedarfs im Winter zusätzliche Konvektionsheizkörper angebracht. Die A-, B- und WR-Wagen haben je zwei Klimageräte, während im AD nur ein Klimagerät und im Bt ein normales Klimagerät und ein Splitklimagerät eingebaut sind.

## Wagentypen

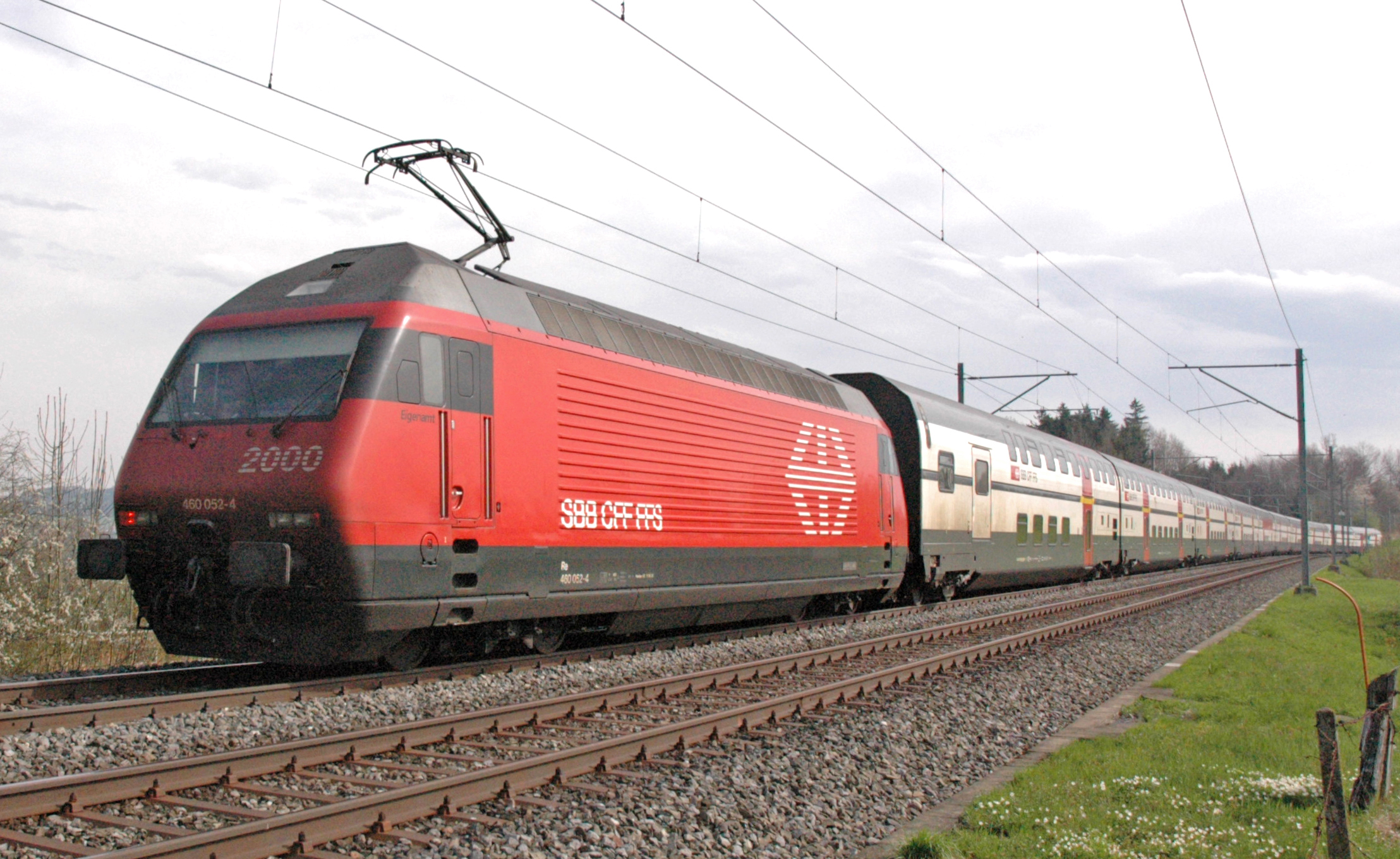
SBB Re 460 mit IC2000-Doppelstockwagen

### Anzahl Fahrzeuge
| Anzahl | Typ    | Nummern                                   |
| ------ | ------ | ----------------------------------------- |
| 70     | A      | 50 85 16-94 000…084                       |
| 40     | AD     | 50 85 86-94 000–039                       |
| 16     | AS     | 50 85 16-94 154…185 3                     |
| 149    | B      | 50 85 26-94 000–148                       |
| 26     | WRB BR | 50 85 88-94 000–015 2 50 85 66-94 016–025 |
| 40     | Bt     | 50 85 26-94 900–939 1                     |
| 341    | Total  |                                           |

### A
Beim Erste-Klasse-Wagen mit 86 Sitzplätzen war bis Ende 2005 ein Drittel des Oberdecks für Raucher vorgesehen, die Glastür wurde zwischenzeitlich entfernt.
Das Oberdeck hat je Seite 13 Fenster, während das Unterdeck auf der einen Seite 5 und auf der anderen 4 Fenster hat.

### AD
Der kombinierte Erste-Klasse-/Gepäckwagen mit 61 Sitzplätzen war von Anfang an als reiner Nichtraucherwagen gebaut. Das Oberdeck hat je Seite 10 Fenster, während das Unterdeck auf beiden Seiten je 4 Fenster hat. Der Gepäckraum hat noch zusätzlich ein Fenster je Seite. Die Wagennummer erhielt auf der neunten Stelle ein 1 statt eine 0.
Dieser Wagen hat nur einen Personeneingang, das Gepäcktor ist nur für den dienstlichen Gebrauch eingerichtet. Das Unterdeck ist mit einer behindertengerechten Toilette sowie Stellplätzen für Rollstühle ausgerüstet. Auf der Seite des Gepäckabteils ist ein Lift eingebaut, der vom Fahrgastraum im Unterdeck über das Gepäckabteil ins Oberdeck zum Zugchefabteil und zum Fahrgastraum führt; dieser wird vor allem für die Minibar benutzt, die ihren Stellraum im Gepäckabteil hat. Das Gepäckabteil dient auch als Notausgang. Im Falle einer Zugevakuierung können Passagiere über diesen Teil des AD-Wagens flüchten.
Nachträglich wurde in allen AD-Wagen das Oberdeck in ein Business-Abteil umgebaut. Hierbei erhielten acht Tische bei den Sitzen Steckdosen, und neben der Tür zum Zugchefabteil wurden von den ursprünglich 64 Plätzen drei entfernt und an deren Stelle eine Garderobe sowie mehr Gepäckabstellfläche eingerichtet und zwei Steckdosenabsicherungen montiert.

### AS
Der Wagentyp AS entstand bei der Modernisierung der A-Wagen. Sie dienen dazu, in Kompositionen, die mit Bt IC gebildet werden, einen Niederflureinstieg anzubieten, damit ab Anfang 2024 die Anforderungen des Behindertengleichstellungsgesetzes erfüllt werden können. Die Wagen sind (wie alle modernisierten Wagen) mit Schiebetritten ausgerüstet. Die Toilette im Unterdeck wurde durch eine rollstuhlgängige Toilette ersetzt. Die Sitze im Unterdeck sind aufklappbar, sodass Rollstühle gestellt werden können. Zudem wurde im Oberdeck eine Zugführerkabine eingebaut. Die beidseitigen Wagenübergänge blieben erhalten. Beispielsweise im IR16 sind ein AS, ein A und ein B des Typs IC2000 hinter der Lok gereiht, danach folgen drei einstöckige B und ein Bt. In Spitzenzeiten wird diese Komposition mit einem A, einem B und einem Bt verstärkt, wodurch an zwei Stellen im Zug der Durchgang nicht möglich ist. Die umgebauten Wagen behalten ihre ursprünglichen Nummern, ausser dass an der neunten Stelle das 0 durch ein 1 ersetzt wird (z. B. aus 16 94 073 wurde 16 94 173).

### B
Beim Zweite-Klasse-Wagen mit 126 Sitzplätzen war bis Ende 2005 ein Drittel des Oberdecks für Raucher vorgesehen, die Glastüren wurden unterdessen entfernt. Das Oberdeck hat je Seite 14 Fenster, während das Unterdeck auf beiden Seiten je 5 Fenster hat.

### BR / WRB
Diesen Wagen gibt es mit zwei verschiedenen Inneneinrichtungen. Zuerst waren nur Bistrowagen (BR) mit Bedientheke im Untergeschoss vorgesehen. Infolge von Kundenreklamationen wurden aber für den West-Ost-Verkehr (Genf–Bern–Zürich–St. Gallen) 16 in Speisewagen (WRB) mit Bedienung im Oberdeck umgebaut, 10 verblieben im Ursprungszustand. Der Wagenkasten basiert auf dem A-Wagen, aber es ist nur eine Seitentür für den Publikumsverkehr geöffnet, die andere wird zur Versorgung der Verpflegungseinrichtung verwendet.
Sowohl die BR- als auch WRB-Variante hat im Eingangsbereich einige Sitze, welche auf dem A-Sitzkasten basieren (Breite für 2-1 Anordnung und verstellbare Rückenlehne). Die Sitze sind jedoch im blauen B-Bezug gefertigt und auch als 2. Klasse deklariert wegen der Gang- und Fenster-Anordnung und wegen des Treppenaufganges für das Dienstpersonal.
Das Oberdeck bei den alten Bistrowagen hatte je Seite 13 Fenster, während das Unterdeck auf der einen Seite 5 und auf der anderen 4 Fenster hatte. Bei den heutigen Speise- und Bistrowagen gibt es wie bisher 13 Fenster pro Seite im Oberdeck, während es im Unterdeck nur 3 Fenster pro Seite sind.
Beim Speisewagen ist das rote, angeschrägte Band zwischen den Türen oberhalb der Trennlinie im weissen Streifen. Beim Bistrowagen befindet es sich im unteren weissen Streifen.

### Bt

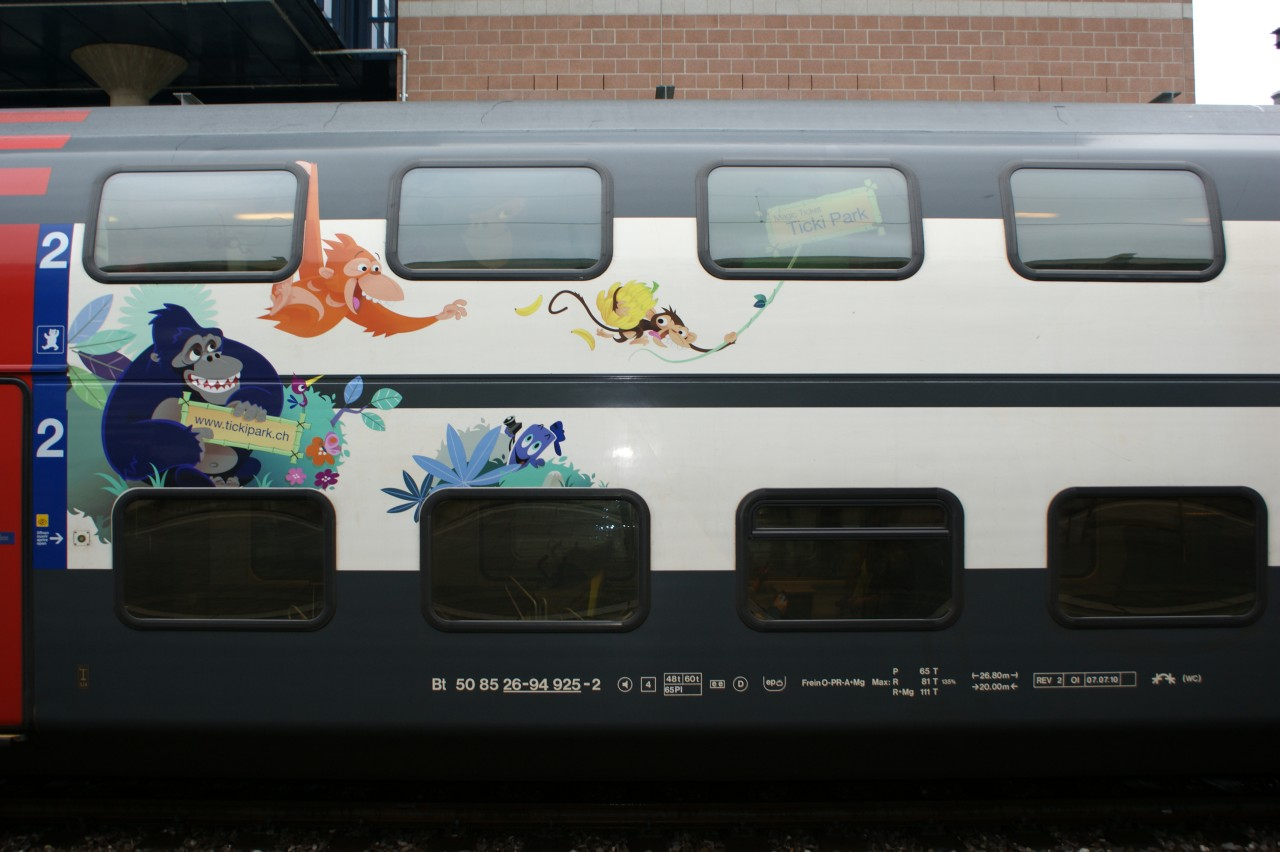
Neue Motive zum Hinweis auf den Familienwagen am IC2000 Bt 925 in Spiez

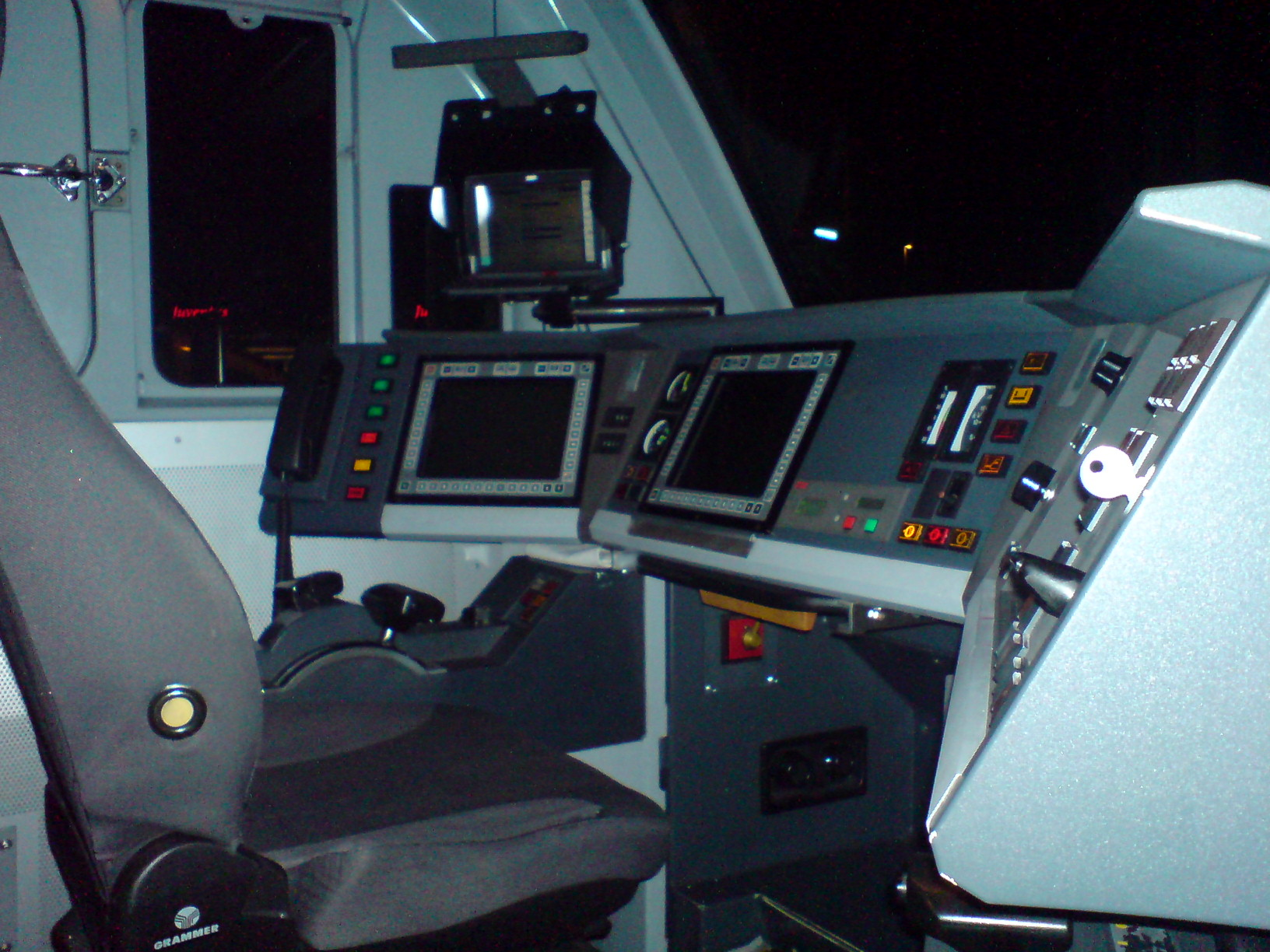
Führerstand eines IC2000 Bt

Der Steuerwagen zweiter Klasse mit 98 Sitzplätzen war von Anfang an als reiner Nichtraucherwagen gebaut. Im Unterdeck befindet sich ein Mehrzweckabteil für Velos (7 Plätze) und Gepäck. Im Winter werden anstelle der Fahrradhalterungen spezielle Halter für Skier montiert. Die Hälfte der Steuerwagen war im Oberdeck mit einem Spielbereich ausgestattet, diese hatten als Themen unter anderem Globi, Dinosaurier sowie Weltraum. Diese Spielwagen waren vor allem auf den IC-Linien St. Gallen–Zürich–Genf und Romanshorn–Zürich–Brig im Einsatz und waren äusserlich an den aufgeklebten farbigen Figuren, mit einem blauen Band im oberen weissen Streifen, zu erkennen. Das Oberdeck hat je Seite 10 Fenster, während das Unterdeck auf der einen Seite 5 und auf der anderen 4 Fenster hat.
2009 wurde beschlossen alle Bt zu Familienwagen umzurüsten und dabei einen neuen Spielbereich im Oberdeck einzubauen. Dabei wurden neue Motivfolien angebracht. Bis Ende 2012 waren alle Wagen angepasst.

## Einsatz

### In der Schweiz
Durch das grössere Umgrenzungsprofil ist ein freizügiger Einsatz nicht möglich. Als erste Strecke wurde 1997 die InterRegio-Strecke Luzern–Zürich–Zürich Flughafen gefahren.
Auf nicht SBB-eigenen Strecken sind sie auf dem alten SOB-Netz (ohne BT) und BLS-Netz zwischen Rosshäusern–Bern–Gürbetal–Spiez–Interlaken und Spiez–Frutigen–Raron zugelassen. Die Aufzählung ist nicht vollständig, daneben können diese Strecken teilweise als aussergewöhnliche Sendung befahren werden. Das heisst, für Ausstellungen u. ä. können Doppelstockfahrzeuge auch auf Bahnhöfen auftauchen, die offiziell nicht angefahren werden dürfen.
Im Fahrplan sind sie als InterCity oder als InterRegio auf folgenden Linien regelmässig im Einsatz (Stand 2022):
- 6 Basel SBB – Bern – Brig (teilweise)
- 61 Basel SBB – Bern – Interlaken Ost (teilweise)
- 8 Brig – Bern – Zürich HB – Romanshorn
- 81 Interlaken Ost – Bern – Zürich HB – Romanshorn
- 15 Genève-Aéroport – Lausanne – Bern – Luzern (teilweise)
- 16 Bern – Olten – Brugg AG – Zürich HB (teilweise)
- 27 Basel SBB – Olten – Luzern (teilweise)
- 75 Luzern – Zürich HB – Konstanz
- 90 Genève-Aéroport – Lausanne – Brig (teilweise)

Auf einigen Linien werden auch Doppelstocktriebzüge vom Typ Bombardier Twindexx Swiss Express eingesetzt.

### Kein Einsatz
Auf folgenden bekannten Linien ist ein Einsatz nicht möglich: Gotthardbergstrecke (Basistunnel wäre für O2 freigegeben, wird aber aktuell nur mit Twindexx befahren), Lötschberg-Bergstrecke ab Frutigen (eine Überführung über den SIM-Korridor ist jedoch möglich), Entlebuch, Broyelinie (inkl. Fribourg–Yverdon), Uznach–St. Gallen, Bischofszellerlinie, Seetalbahn, Tösstalbahn und alle Linien im Jura.

### Im Ausland
Ebenfalls waren im Jahr 1999 zehn IC-2000-Wagen leihweise in Dänemark für die DSB auf der Linie Kopenhagen–Fredericia im Einsatz. Es wurde ein festgekuppelter Zugverband mit zwei DSB EAs und 8 Wagen geschaffen (1× Bt, 6× B, 1× AD). Die zwei verbliebenen Wagen verblieben in Kopenhagen als Reserve.